# علم جمهورية قرغيزستان الاشتراكية السوفيتية
تم اعتماد علم جمهورية قيرغيزستان الاشتراكية السوفيتية من قبل هيئة رئاسة المجلس الأعلى للجمهورية القرغيزستانية الاشتراكية السوفيتية الذي صدر مرسومه في 22 ديسمبر 1952. ينص دستور جمهورية قيرغيزستان الاشتراكية السوفيتية لعام 1978 على أن نسبة العلم هي 1:2 مع الشرائط الزرقاء/البيضاء/الزرقاء في المنتصف تأخذ نسبة 1⁄3 من ارتفاع العلم و الشرائط البيضاء على مسافة 1⁄20 من ارتفاع العلم. الألوان الحمراء والزرقاء والبيضاء مستمدة من ألوان الوحدة السلافية .
ووفقا للدستور بالتفصيل في المادة 168:
كان اختلاف العلم عن علم الاتحاد السوفيتي وأعلام الجمهوريات السوفيتية نجما أكبر (بالمقارنة مع صورة المطرقة والمنجل ) وموقع المطرقة والمنجل عمليًا على حدود الشرائط الحمراء والزرقاء: وعلى أعلام جميع الجمهوريات الأخرى (باستثناء جورجيا وتركمان )، كان قطر الدائرة التي أُدرجت فيها النجمة الخماسية نصف حجم جانب المربع الذي أُدرج فيه المنجل والمطرقة، وعلى علم قرغيزستان، كان قطر النجم (1/10 من عرض العلم) أكثر من نصف جانب المربع (1/6 من عرض العلم).

## التاريخ
وبعد تشكيل الجمهورية الاشتراكية السوفيتية القرغيزية في 5 كانون الأول/ديسمبر 1936، تم اعتماد أول علم للجمهورية الاشتراكية السوفيتية القرغيزية.
وكان البديل الأول للعلم يستخدم نسخة اللغة اللاتينية من الأبجدية القرغيزستانية . كان هذا العلم قيد الاستخدام من عام 1937 إلى عام 1940.
- علم جمهورية قيرغيزستان الاشتراكية  السوفيتية (1936–1940)
- العلم  البديل لجمهورية قيرغيزستان الاشتراكية السوفيتية  السوفيتية (1936–1940)

بعد اعتماد أبجدية سيريلية ، تم إنشاء تصميم علم جديد.
- علم جمهورية قيرغيزستان الاشتراكية  السوفيتية 1940–1952

في 22 كانون الأول/ديسمبر 1952، تم استبدال العلم الأحمر بعلم أحمر جديد مع شرائط بيضاء وزرقاء امتدت على طول منتصف العلم بأكمله.
وبعد الاستقلال، ظل هذا العلم علم جمهورية قيرغيزستان المستقلة حديثا حتى عام 1992 عندما بدأ العمل بعلم جديد.